# UNII-banden
UNII-banden är licensfria frekvensband med ursprung i USA som har fått spridning över stora delar av världen bland annat genom att det används av WLAN av typen IEEE 802.11a/h. UNII står för Unlicensed National Information Infrastructure och banden använder frekvenser på drygt 5 GHz.
Banden delas normalt upp i olika delar, eller kategorier:
- UNII 1:
  - 5.15-5.25 GHz. Även kallat UNII Indoor. Får endast användas med inbyggd antenn.
  - 5.25-5.35 GHz. Även kallat UNII Low. Får användas med extern antenn.
- UNII 2:
  - 5.47-5.725 GHz. Används av IEEE802.11a/h. Både för utomhus och inomhusbruk.
- UNII 3:
  - 5.725-5.825 GHz. Även kallat UNII / ISM eftersom det delar vissa frekvenser med ISM-banden.